# Yuyun Ismawati
Yuyun Ismawati (nascida em 1964) é uma engenheira ambiental indonésia. Ela trabalhou em projectos de redes de abastecimento de água urbanas e rurais e, posteriormente, em projectos de sistemas para a gestão segura de resíduos. Ela recebeu o Prémio Ambiental Goldman em 2009.